# Vorarlberger Damm
Der Vorarlberger Damm ist mit einer Länge von rund 1330 Metern eine innerstädtische Verbindung im Berliner Ortsteil Schöneberg und führt als Verlängerung der Rembrandtstraße über die Rubensstraße bis zur Kreuzung mit dem Sachsendamm, wo sie in die Gotenstraße übergeht.

## Namensgebung
Der am 17. März 1939 benannte Vorarlberger Damm hat seinen Namen nach dem österreichischen Bundesland Vorarlberg. Die Straßenbenennungen in diesem Bereich nahmen zum ersten Jahrestag Bezug auf den „Anschluss Österreichs“.

## Ausbau und Bebauung
Um 1900 war die Rubensstraße nur westlich bebaut. Auf der Ostseite fand 1907 die Deutsche Armee-, Militär- und Kolonial-Ausstellung statt. Danach entstanden in dem Gebiet Kleingärten.
Um 1939 wurde der Vorarlberger Damm von der Rubensstraße bis zum Grazer Damm gebaut, dort knickte die Straße nach Süden auf diesen ab. Die geschlossene Wohnbebauung mit den Häusern 2–22 (südliche Straßenseite) gehört zur Siedlung am Grazer Damm, die bis 1940 erbaut wurde. Heute steht sie unter Denkmalschutz.
In den späten 1950er Jahren wurde die ausgebaute Straße bis zum Riemenschneiderweg verlängert und nun auch die nördliche Straßenseite komplett bebaut. Nur gegenüber des Grazer Dammes wurde die Trasse für die spätere Autobahnzufahrt freigehalten. Die Radrennbahn Schöneberg wurde 1959 erbaut, damals noch weit entfernt vom Vorarlberger Damm.
Mitte der 1960er Jahre wurde der Vorarlberger Damm über den Riemenschneiderweg hinaus über die damals neue Stadtautobahn an der Radrennbahn vorbei bis zum Sachsendamm Ecke Gotenstraße verlängert, wo er seitdem endet. Auf der nördlichen Straßenseite und an der Ecke Priesterweg entstanden Sportanlagen, heute die Heimstätte des 1. FC Schöneberg, die rund 1000 Zuschauern Platz bietet, und eine großräumige Sportanlage des Berliner Turnerbundes. Das 1968 eröffnete Autobahnkreuz Schöneberg erhielt eine Ausfahrt am Vorarlberger Damm und geht dort in den Grazer Damm über.
Die Kleingärten blieben nur im Süden der Straße erhalten. Trotzdem bilden die Kleingärtenkolonien des Schöneberger Südgeländes heute eine der größten zusammenhängenden Kleingartenflächen Berlins.
Die Radrennbahn Ecke Sachsendamm wurde 2005 trotz Denkmalschutzes abgerissen, dort steht heute das dominierende Möbelhaus Höffner.

## Findlinge
An der nördlichen Seite des Vorarlberger Damms befinden sich zwei Findlinge, die Naturdenkmale der Stadt Berlin sind (siehe auch: Liste der Naturdenkmale im Bezirk Tempelhof-Schöneberg).

Findlinge
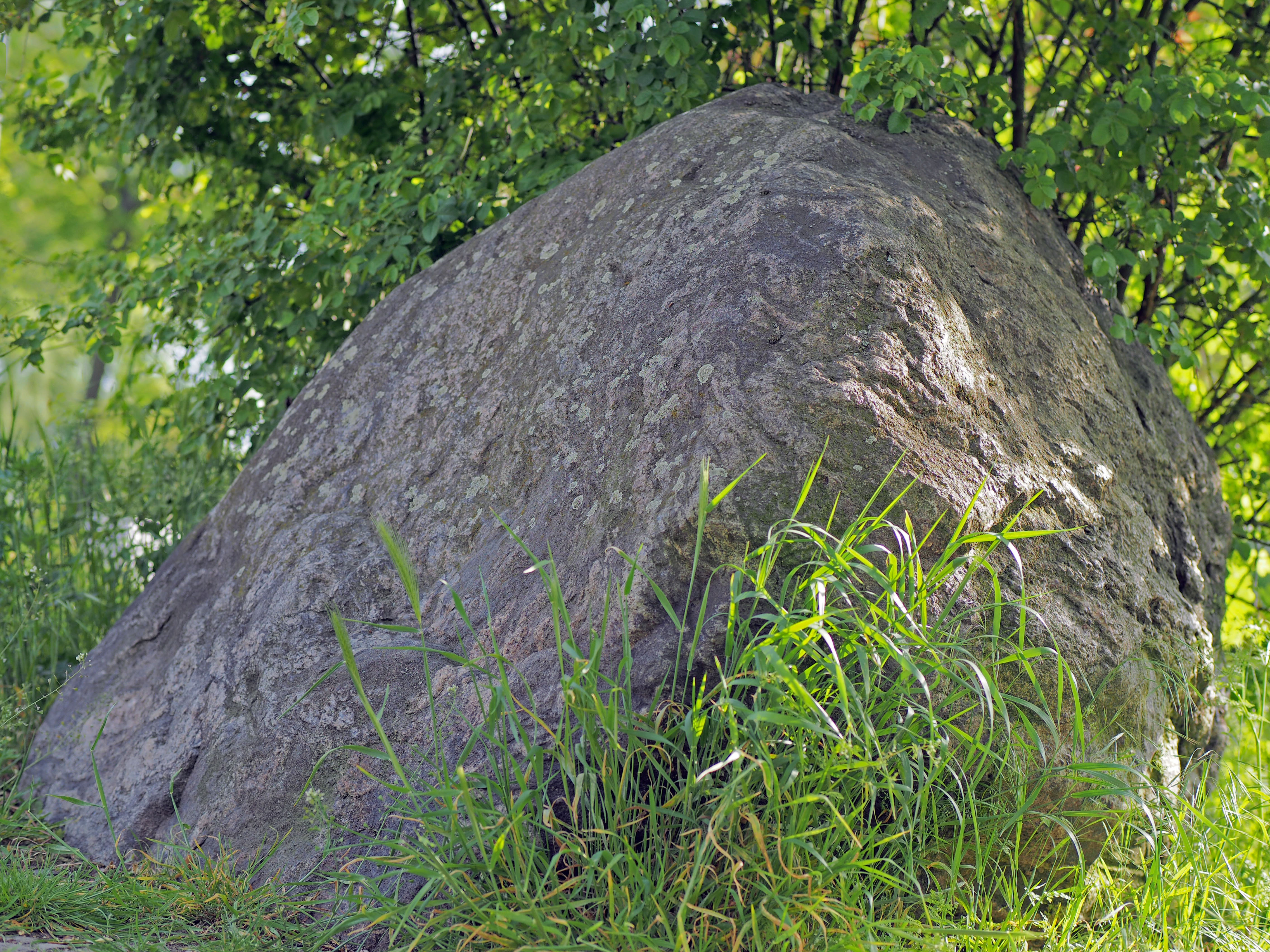
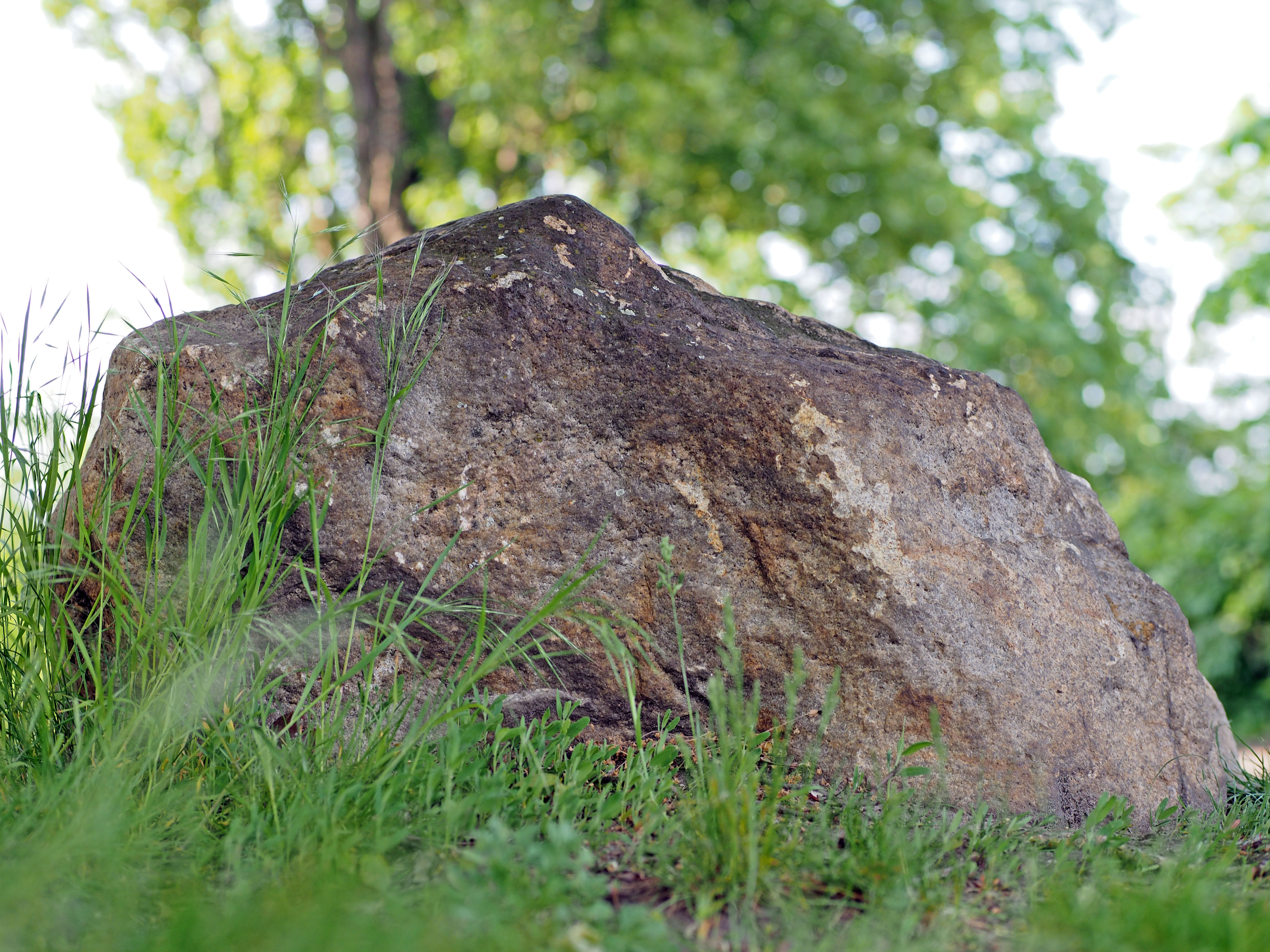